# Joseph Basterrêche
 (décembre 2023).
Pour les articles homonymes, voir Basterrêche.
Joseph Armand Eugène Basterrêche est un homme politique français né le 10 mai 1800 à Bayonne (Pyrénées-Atlantiques) et décédé le 7 mars 1843 au château de Biaudos (Landes).

## Biographie
Fils de Jean-Pierre Basterrêche, député sous la Restauration, il devient officier de marine et propriétaire du château de Biaudos. Maire de Bayonne en 1830, il est élu (5 juillet 1831) député du 2e collège électoral des Landes (Dax). Son oncle le général Lamarque est élu en même temps (député du 3e collège, celui de Saint Sever). Libéral, il vote généralement avec l'opposition et combat les tendances doctrinaires des ministres de Louis-Philippe. Les biographes le comptent en 1831 parmi les députés « patriotes » qui ont justifié les espérances de leurs électeurs. Basterrèche se trouve sans doute au nombre des « 68 membres non présents par congé ou autrement », le 16 avril 1833, lorsque la Chambre se constitue en cour de justice pour juger et condamner le gérant du journal la Tribune, car son nom ne figure ni parmi les députés qui déclarent s'abstenir, ni parmi les membres présents qui prennent part à la délibération. Basterrêche siégea jusqu'en 1834, et ne fut pas réélu à la législature suivante ;

### Sources
- « Joseph Basterrêche », dans Adolphe Robert et Gaston Cougny, Dictionnaire des parlementaires français, Edgar Bourloton, 1889-1891 [détail de l’édition]